# The Black Sabbath Story Vol.1 - 70/78
The Black Sabbath Story Vol.1 - 70/78 è un video documentario sulla biografia del gruppo heavy metal Black Sabbath, che ripercorre la loro storia dai tempi degli "Earth" (uno dei loro primi nomi) sino alla separazione con Ozzy. È possibile osservare ed udire vari brani del quartetto suonati dal vivo e un'apparizione al Top of the Pops del 1978, con il brano Never Say Die. Nel 2002, uscì la versione ristampata in DVD, con ben 35 min. di footage inedito in più, che inoltre include un altro brano, "A Hard Road", non contenuti nella precedente versione in VHS.

## Tracce
1. N.I.B.
2. Paranoid
3. War Pigs
4. Children of the Grave
5. Snowblind
6. Sabbath Bloody Sabbath
7. Symptom of the Universe
8. It's Alright
9. Rock 'n' Roll Doctor
10. Never Say Die

(DVD Bonus Track)
1. "A Hard Road"

## Formazione
- Ozzy Osbourne - voce
- Tony Iommi - chitarra
- Geezer Butler - basso
- Bill Ward - batteria